# Lapalco
Albums de Brendan Benson
One Mississippi
(1996) The Alternative to Love
(2005)
Lapalco est le deuxième album du chanteur de rock indépendant américain Brendan Benson, sorti en février 2002 chez Startime International (en).

## Présentation
Le nom Lapalco fait référence au boulevard Lapalco, une autoroute principale qui traverse Harvey, en Louisiane, où Benson a passé une partie de sa jeunesse.
Le nom de la rue est l'acronyme de « LouisianA Power And Light COmpany », l'ancien nom de la compagnie d'électricité qui possédait la propriété sur laquelle l'autoroute avait été construite.
La pochette et le design de l'album sont réalisés par Roe Peterhans et la photographie par Andy Kemp.
La chanson Tiny Spark figure dans un épisode de la quatrième série de Teachers (en), ainsi que dans les longs métrages Polly et moi (2004) et World's Greatest Dad (2009).

## Liste des titres
Toutes les chansons sont écrites et composées par Brendan Benson, sauf annotation.
| 1.    | Tiny Spark (Benson / Falkner)         | 3:16 |
| 2.    | Metarie                               | 3:29 |
| 3.    | Folk Singer (Benson / Falkner)        | 3:51 |
| 4.    | Life in the D                         | 3:13 |
| 5.    | Good to Me (Benson / Falkner)         | 2:47 |
| 6.    | You're Quiet                          | 2:49 |
| 7.    | What (Benson / Falkner)               | 3:36 |
| 8.    | Eventually                            | 4:17 |
| 9.    | I'm Easy (Benson / Falkner)           | 3:00 |
| 10.   | Pleasure Seeker                       | 3:35 |
| 11.   | Just Like Me                          | 3:55 |
| 12.   | Jetlag                                | 4:35 |
| 13.   | Metarie (demo version) (Piste cachée) | 3:30 |
| 42:25 |                                       |      |